# デカール

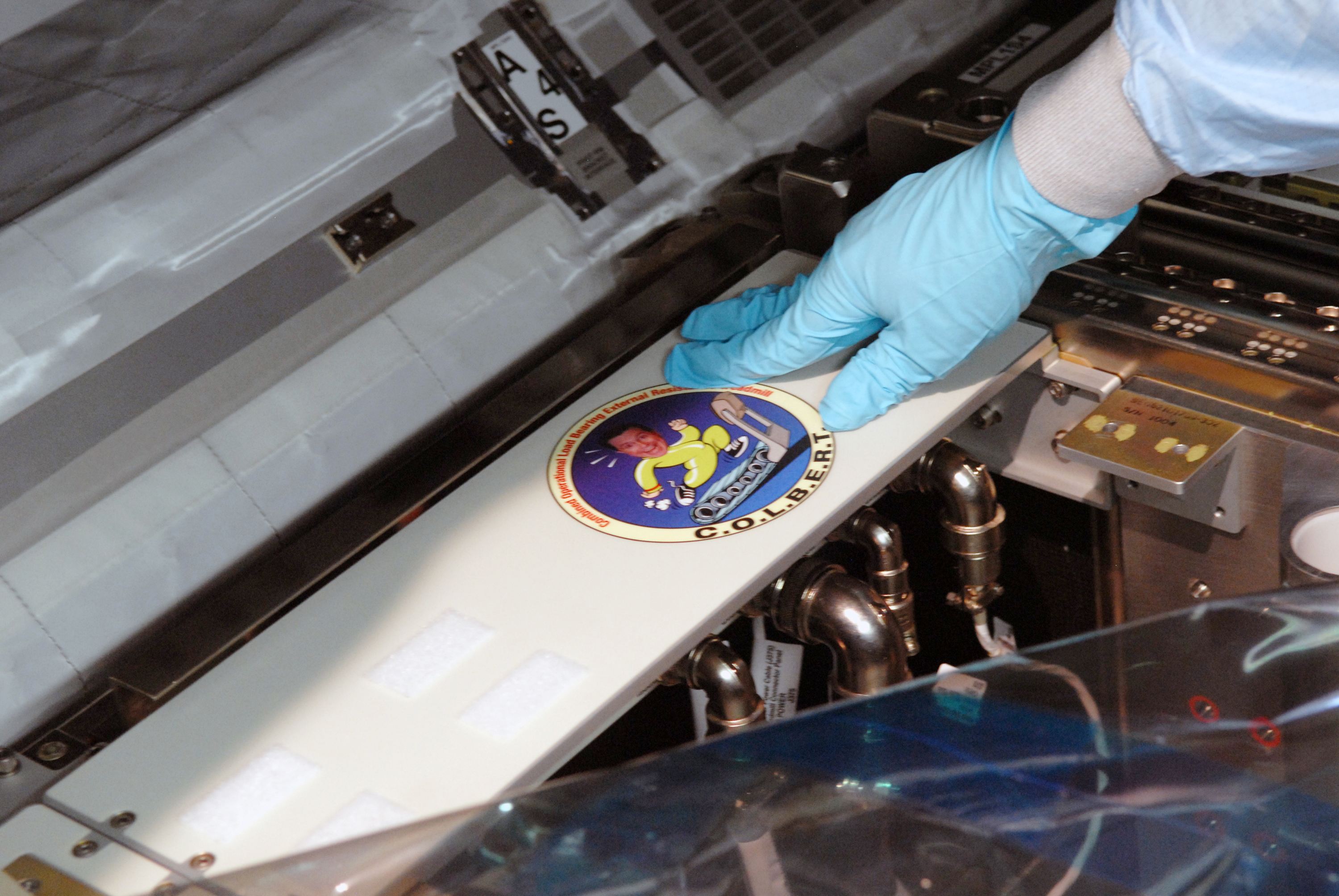
制作中のデカール

デカール (decal) は、英語: decalcomania（転写法・転写画）またはフランス語: decalcomanieの略で、印刷・加工工程を終えあとは転写するだけの状態になったシートのことである。
英語（主にアメリカ英語）の decal には日本で一般的にシール、ステッカー、マーキング、ペイントなどと呼ばれるものも広く含まれる。
日本では模型などに転写し、手書きの難しい企業ロゴや、統一規格の書体が使われる戦車や航空機などのマーキングを再現するためのものをデカールと称する場合が多い。
プラモデルなどには通常メーカー製のものがセットされており、別売りの商品も存在するが、個人で独自のデカールを作成する場合もある。

## 主な種類
転写の原理により、いくつかの種類がある。
1. ウォータースライドデカール（水スライド式転写シール）
2. ドライデカール（インスタントレタリング）
3. 耐水デカール（水転写シール）
4. 熱転写デカール（アイロンプリント）
5. シール・ステッカータイプ

## ウォータースライドデカール
水で濡らした後、台紙からスライドさせ貼付するもの。水スライド式デカール、スライドマーク、水転写デカールなどとも呼ばれ、プラモデルなどのマーキング用に広く使用されている。

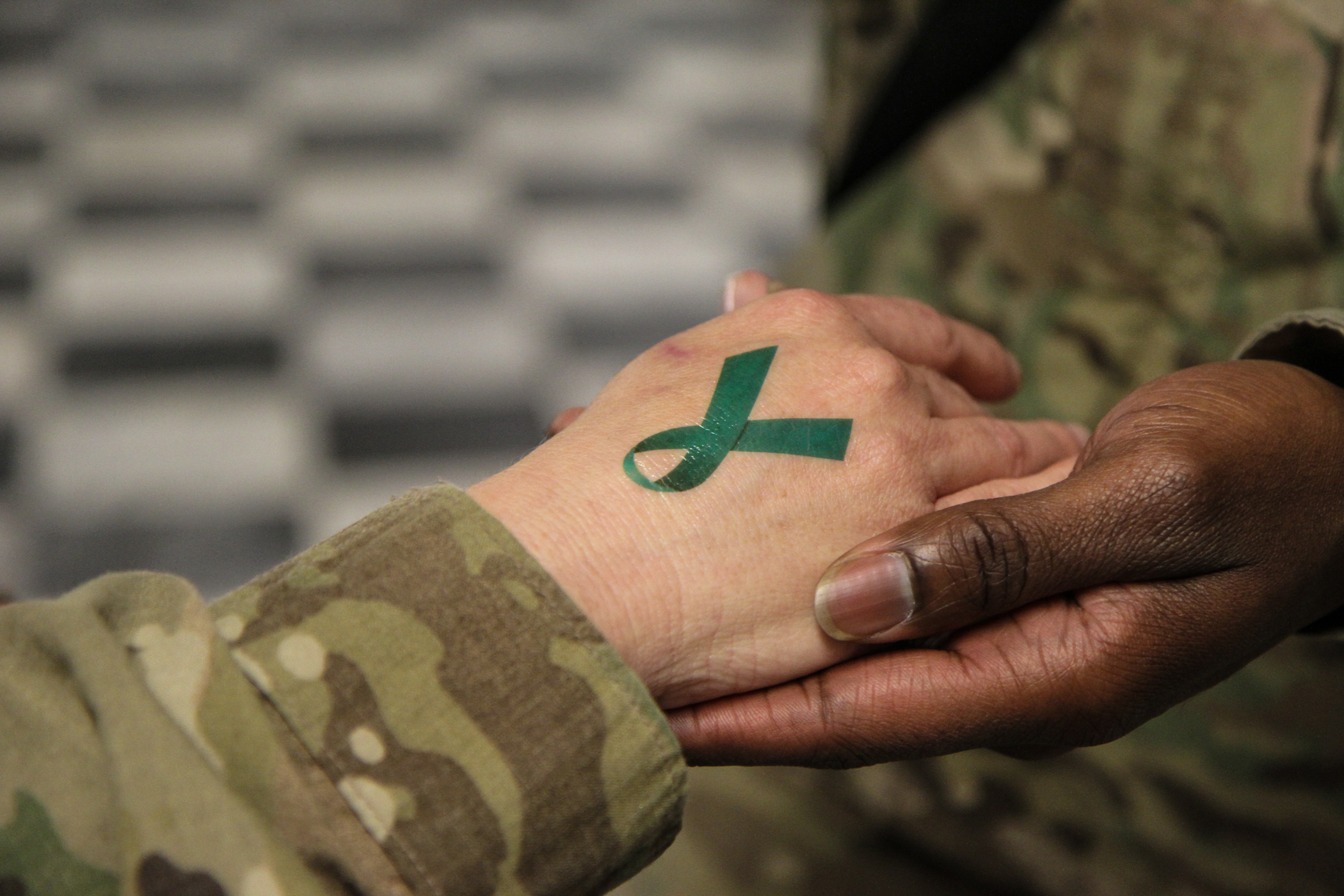
グリーンリボンのタトゥーシール

水スライド式のデカールは、台紙の上にデカールの本体であるインク層が乗っている。台紙は表面に水溶性の糊を塗布した吸水性の良い紙である。インク層は通常ニスとも呼ばれる透明な皮膜状のフィルムで補強されている。この透明部分は印刷ずれを許容するようにマークよりやや大きめとなっているため、その縁は「余白」などと呼ばれ、実感味を削ぐものとして敬遠されており、デザインナイフなどでこの余白を取り除く作業も広く知られている。
デカール本体は、マーキングなどを印刷したインクの上にフィルムを被せることによりインク層を保護、補強している場合が多いが、フィルムの上にインクの層が印刷されている場合もある。
また、貼付後にフィルムを剥がしてインクのみを残せるものや、インクの層が厚くフィルムのないものもある。

### 使用方法
水に浸すか浮かして、糊の付いている台紙とデカールを分離し、埃や油分を取り除いた添付面に添付し、水分を除去して定着させる。一般的に貼付けた直後にティッシュペーパーや綿棒で水分を除去し、自然乾燥で定着させる。最近はデカールを軟化させて曲面へのなじみを良くしたり、接着力を高めたりするための定着補助剤(後述)が市販されている。
ミリタリーモデルなどで貼り付ける面がツヤ消し塗装されている場合、デカールの下に微細な気泡が残ってしまい、銀色に光る「シルバリング」を起こすことがある。これを防ぐために、前述のデカール定着補助剤を用いて密着性を高めたり、あらかじめツヤ有りで塗装後デカールを貼った上からツヤ消しのクリアー塗料をオーバーコートしたりする。気泡が入らないように密着させたり3次元の曲面にしわを寄せないように貼り付けるには高度な技術と経験が必要である。
近年のデカールは品質が向上してフィルム層もかなり薄くなっているが、それでもエッジ部分の段差が発生することがある。特に均一な表面を求められる自動車モデルなどの場合、上からクリアー塗料を厚めに乗せた後、耐水ペーパーや研磨剤で塗面を研ぎ出して段差をなくしてしまう「研ぎ出し」を行う。この際、デカール部分は塗膜が薄くなるので細心の注意が必要となる。

### 模型メーカーでの製作
模型メーカーがプラモデルに付属させる製品の場合、その多くは使用対象となるキットと並行製作される場合が多く、資料となる写真や図面からトレースしたものをキットの形状に合わせたデフォルメを行い、印刷会社に印刷の発注が行われる。日本国内で印刷されたものでももちろん、EUの子ども用玩具の安全基準EN71.Part3（重金属8元素の規制値、JIS S 6037と同等）を守っており、キットの中に入って輸出されている。

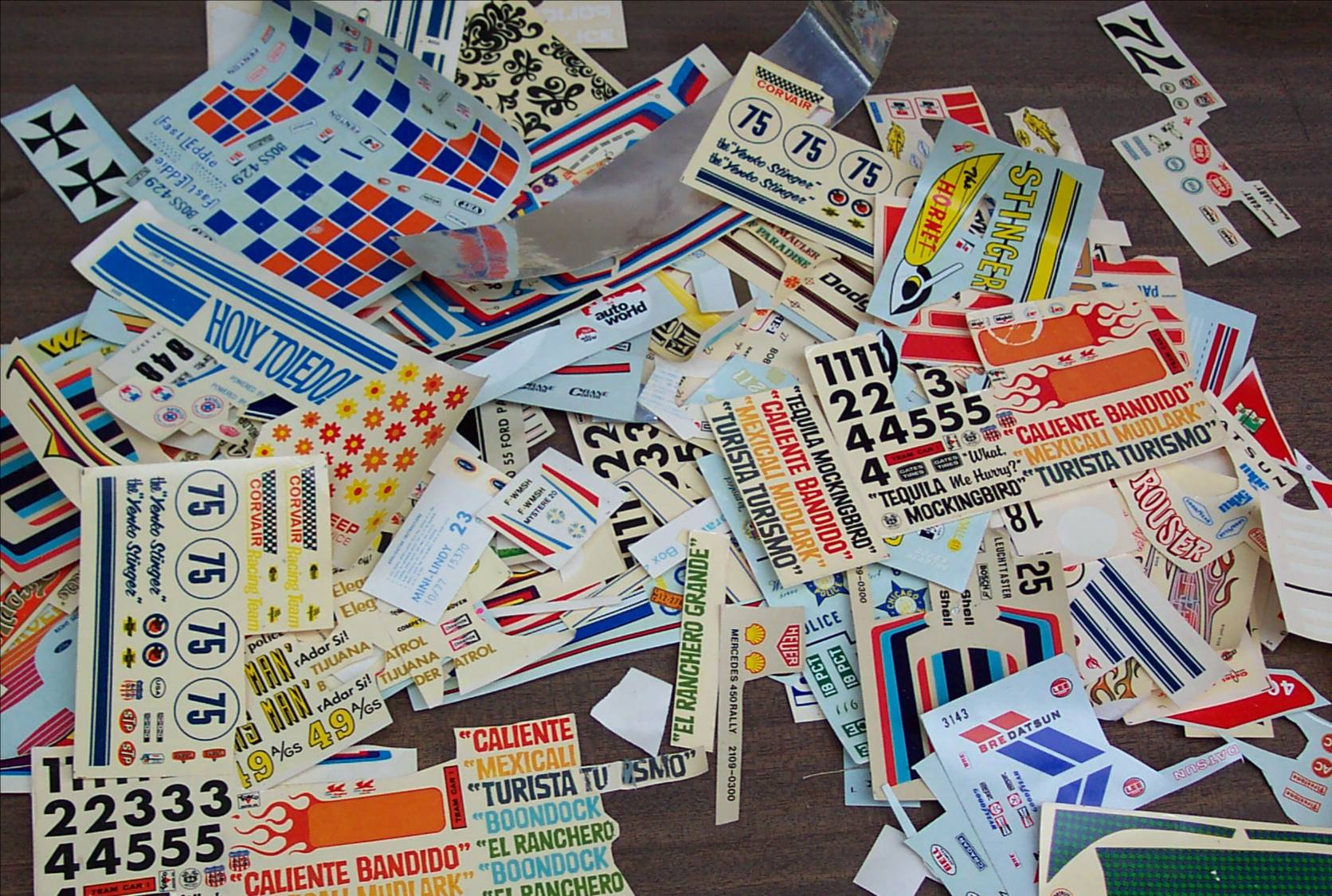
プラモデルカーのシール

印刷方法はオフセット印刷とシルクスクリーン印刷があり、両方を使用して印刷されている場合もある。オフセット印刷はインクの塗布量が少ないため、濃い色や異なる色の塗り分け部に貼付けた場合、下地の色が透けることが多い。また、酸化重合するというインクの性質上、白色は経時変化で黄ばみやすい。シルクスクリーン印刷の場合は色が透けることは少ない。
デカールは特に吸水性の良い用紙を使用して印刷されるため、高温多湿から低温の環境に何度も置かれると紙が伸縮したりカーリングし（丸まり）、それにつられて印刷されているインクが粉砕する場合もある。
キット自体に付属するデカールでは限りがあるため、サードパーティーからオプションとして多くの別売りデカールが発売されている。また航空機やレーシングカーなどではいわゆる「デカール替え」によって製作可能な機体・車体を更新したキットが新たに発売されることがある。また、稀にタスクフォースのピブリダーやグリーンマックスの漁船のように、他メーカーの同ジャンルの模型のカスタム用デカール（前者はイマイ製マイティジャック、後者は日本国外メーカー製の大型漁船用）が付属することもある。
デカール専業メーカーとしては、フィルムの品質とシルクスクリーン印刷の精度（最小で600 dpi相当の0.04 mmのラインまで対応可能）や色調、発色などの面で他の追従を許さないと称されるイタリアのカルトグラフが代表的である。日本の模型メーカーではタミヤやハセガワを初めとする多くの模型メーカーが、レーシングカーや航空機の記念塗装機の塗装を再現するために、カルトグラフ製デカールを採用することが多い。日本の模型メーカーが定番商品として販売される商品のデカールを製作する場合は、サンコーマーク工業がほぼすべてを請け負っているが、例外としてスウィートやPLATZ、マイクロエースの一部の商品のように定番商品でもカルトグラフ製デカールを採用する例がある。ヨーロッパ圏の模型メーカーでは、模型メーカーの本社所在国内の企業かカルトグラフのどちらかに発注されることが多く、箱が密閉されたキットの場合は開封するまで、デカールの製造元が確認ができない場合もある。
破損や紛失、コレクション目的でアフターサービスで取り寄せを行う際に、限定商品の場合、メーカー側が販売予定数ぎりぎりしか発注しないため発売直後にしか対応できない（例：ハセガワのカルトグラフ製デカールの付いた限定キット）ことや、ゲームやアニメ関係の痛車の場合に版権（著作権）の問題から不良品と引き換えでなければ販売されない（例：アオシマの痛車）こともある。

### 個人レベルでの製作
個人レベルで製作する場合でも、資料となる写真や図面からのトレースしたものをキットの形状に合わせたデフォルメを行うまでのプロセスは、企業レベルと変わらない。その後自ら印刷するか、業者に外注することになるが、どちらの場合も問題点は多い。

#### 個人で印刷する場合
1. 家庭用インクジェットプリンターでの製作は、白色の印刷ができないため、インクジェットプリンター対応で、下地の色が透けない白のデカール用紙を利用するか、白のみ他の方法で製作する（熱転写式プリンターやシルクスクリーン印刷で白地を作る、貼り付ける対象面を白で塗ってしまう）必要があり、複雑なデザインのものを必要とされる形に切り抜いた上での再現が難しい。また、多くの家庭用インクジェットプリンター用のインクは、水分と接触することで融解するため印刷面を何らかの方法でコーティングする必要がある。一方で、この方法では網目のない中間色やグラデーションの再現が可能である。
2. マイクロドライプリンタやそのOEM製品といった熱転写式プリンターの場合、プリンターそのものや消耗品の入手ルートや初期投資費用の問題、斜め方向の解像度が低く中間色による印刷の場合にドットの解像度が実質200dpi以下になるため、モアレが目立つといった欠点が存在する。印刷業者が製造したデカールのような網目の目立たない中間色の再現を行う裏技的な方法が存在するが、ワープロ用や、色によっては業務用熱転写方式印刷機用のインクリボンを加工しなければ使用できないものも存在するため、万人が利用できる方法ではない。また一部企業からデカール用紙ではなく、マイクロドライプリンタのインスタントレタリング用のシートも販売されている。
3. プリントゴッコの場合は、重ねて印刷したときの印刷精度及び調色の問題で狙い通りの色を出しにくく、どのような色でも解像度が150 dpi前後とインクジェットプリンターや熱転写方式プリンターに劣るため、小さくて複雑なデザインの再現が難しい。

#### 外注で製作する場合
1. デカール用紙へのシルクスクリーン印刷に対応した業者に発注した場合、印刷精度や色の問題はある程度のレベルまでは解決できるが、デカール1枚当たりの印刷単価が1色数千円からになるため、イベントで当日版権を取得して数十枚単位で販売するといった目的や個人での使用を前提とした場合、価格が非現実的なものとなるほか、地域によっては発注側の要求に耐えられるシルクスクリーン印刷ができる印刷業者が存在しないという問題もある。
2. 業務用の油性インクインクジェットプリンターでの製作は、個人での機材導入は高価であるため非現実的であり、印刷単価もシルクスクリーン印刷ほどではないものの1枚数千円前後とやはり高価である、家庭用インクジェットプリンターと同様に白の印刷ができないこと、解像度が家庭用インクジェットプリンターに劣る機械が多いことなどが弱点として挙げられる。

### 定着補助剤
デカールはそれ自身に貼り付ける対象への貼り付け能力を有するが、貼り付けを補助するための定着補助剤も各社から販売されている。これ等の定着補助剤は各れも接着剤の補剤である為、接着剤と同じ会社が製造販売している。日本の模型市場では田宮模型(タミヤ ブランド)とGSIクレオス(Mr. ブランド)の製品が主流となっているが、海外企業製品も一部で出回っている。前述のカルトグラフ社製のデカールは、これ等の企業が出している商品との親和性が極めて高い。これは、各れの企業もカルトグラフ社製のデカール基準で開発している為である。

#### デカール軟化剤
デカールはその材質上ある程度の強度や耐性(柔軟性)があるが、それを越えた用途に用いられる事も多い。例えば、貼り付ける対象目的の曲面がデカールの曲げ限界を著しく越える場合がある。これに対処するため、蒸しタオル等を用いて熱を加え、熱変形を利用して曲面に馴染ませる手法などが存在する。
一方、近年はインクや保護フィルムと云ったデカール本体と親和性の高い溶剤（定着補助剤）を用いる別の手法も併用されている。この時に用いられる定着補助剤をデカール軟化剤と呼ぶ。母材であるプラスチック(PSやABS等)を侵さないで、デカールのみを浸潤させる溶剤が使われている。
尚、経年劣化したデカールではインクや保護フィルムの軟度(弾性や靱性)が低下し、デカール本体そのものが硬質プラと化してぼろぼろになる事がある。このような状態で水やデカール軟化剤を使用するとデカールが破壊されてしまう場合がある。こうなると復帰は困難である。元の糊が変色(黄変)している場合はデカール自体が変質劣化していることが多く、このようなデカールに対するデカール軟化剤の使用は断念せざるを得ない事が多いが、乾燥時に皮膜を形成するタイプのものを予め使用することで解決できる場合もある。

#### デカール糊
水転写型デカールの接着剤は親水性であるため、接着剤が使用時に水中へと溶け出す。この溶出量が少ない場合は問題とはならないが、浸潤時間が長過ぎたりした場合は必要な接着力を確保出来ない程多量の流出をもたらす事がある。又、長年保管されていた旧キット等に付属のデカールの接着剤は、経年劣化で接着力そのものが失われる事がある。このようにして不足した接着力を補填したり、接着力そのものを向上する接着剤として、デカール糊と呼ばれる定着補助剤を追加で用いることがある。例えば曲率のきつい面にデカールを貼る場合、予め目的箇所にデカール糊を塗布しておき、前述のデカール軟化剤にてデカールを軟化させてから貼り付け、デカールを馴染ませ固着させる技法が知られている。

## ドライデカール
透明なフィルムの上から擦ることにより図柄を転写するもの。ドライデカールは、インスタントレタリングのうち、特に模型などのマーキング用に作られたものの通称であり、作成法、使用法などは通常のインスタントレタリングと変わらない。
ドライデカールは、ガンプラなどの一部のプラモデルに付属しているほか、別売りデカールの中にもドライデカール方式のものがある。また、少量生産時のコストの安さからガレージキットに同梱されている場合もある。
ドライデカールは、水スライド式のデカールと比べて次のような長所と短所がある。
長所
1. ニス部がないため、すっきりとした仕上がりになる。
2. 熱転写式のプリンターがあれば比較的容易に自作でき、外注して作成する場合のコストも水スライド式より低い場合が多い。

短所
1. 単色のベタが基本であり、多色刷りやハーフトーンもある程度は可能であるが制約が多い。
2. 貼付時に水スライド式のような微調整ができず、貼り直しもできない。
3. 上述の各種の定着補助剤が使用不可能。

これらの短所はある意味致命的であり、ドライデカールがあまり普及していない理由でもあるが、1番目の短所に関しては単色のマーキングや機体番号などであれば問題ないし、日の丸程度であれば十分に対応が可能である。
2番目の短所に関しては、一度クリアーの水スライド式デカールに転写してから貼り込むことで回避できるが、これは1番目の長所を放棄する行為でもある。
最後の短所は、ドライデカールそのものの短所とも云える、必然的なものであり、これを補う事の可能な、ドライデカール用の補剤は、定着・補強各れの用途のものも存在していない。

## 耐水デカール
水を用いて貼りたいものの表面に図柄を反転転写するもの。水転写シールやタトゥーシールと呼ばれているものの一種であるが、ウォータースライドデカールよりも耐水性があるため、一部の模型に使用され耐水デカールと呼ばれている。児童の玩具として売られることもあり、学校内で物議をかもすようなことも起きている。
耐水デカールは、モーターやゴム動力で走行させることを前提とした、ボートや潜水艦などのプラモデルに付属している場合がある。耐水デカールの使用法は、貼付時に水を使用すること以外は水スライド式デカールと異なり、ドライデカールと似ている。耐水デカールは台紙上に左右反転した形で図や文字が印刷されているので、印刷面から保護紙を剥がした後印刷面を転写したい面に密着させ、水で濡らして圧着した後、台紙を剥がすと図や文字が表面に反転転写される。

## 熱転写デカール
布や革にアイロンを使って転写するもの。通常アイロンプリントと呼ばれているものの一種であるが、フライトジャケットなどにマーキングを入れるためのものを熱転写デカール(熱転写シート)と呼ぶ場合がある。
主に衣類用で、模型に使用することはまずないが、フィギュアやドールの衣装に使用することは可能である。市販のアイロンプリント用のシートを用いれば、熱転写プリンターやインクジェットプリンターで容易に自作できる。
また、熱転写プリンターで使用可能な無地のウォータースライドデカールのシートや、それに熱転写プリントして作られたデカールを熱転写デカールと称する場合もある。

## シール・ステッカータイプ
裏面に粘着性の糊が塗布され、剥離紙を剥がして貼付するもの。通常はシール、ステッカーなどと呼ばれるが、実物の車やサーフボードなどのマーキングに使用されるものはデカールと呼ばれることも多い。
また、ガンプラやスターウォーズなどバンダイ製のプラモデルには、初心者向けに水スライド式デカールの代わり又は同梱でシールタイプのもの（マーキングシール）がセットされている。ミニカーやチョロQの一部にもシールタイプが見られる。

## 援用
ファッションとしての入れ墨（タトゥー）には、社会生活上の軋轢、衛生上の問題などが伴い、これを回避しまた容易に消すことができるボディペイントが代替とされるが、デカール形式として細かいパターンを容易に施せるタトゥーシールも用いられる。
物理的なシールを貼るわけではないが、レースゲーム、フライトシミュレータ、ロボットゲームなどではプレイヤーが操作する機体の塗装を変更する機能の一部として、規定の大きさのデカールを貼り付けることができるゲームもあり、この機能を『デカール』と称することがある。これらは登録されたデザインを貼り付けるだけでなく、プレイヤーが画面上で製作することもできる。近年ではダウンロードコンテンツとして有料のデザインが配信されるゲームも多い。

## 関連項目

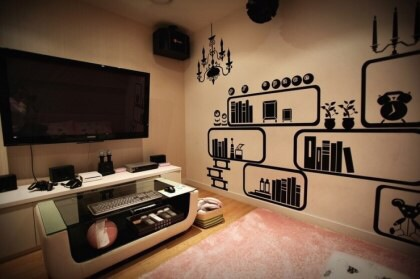
ウォール・ステッカー（壁用転写シール）

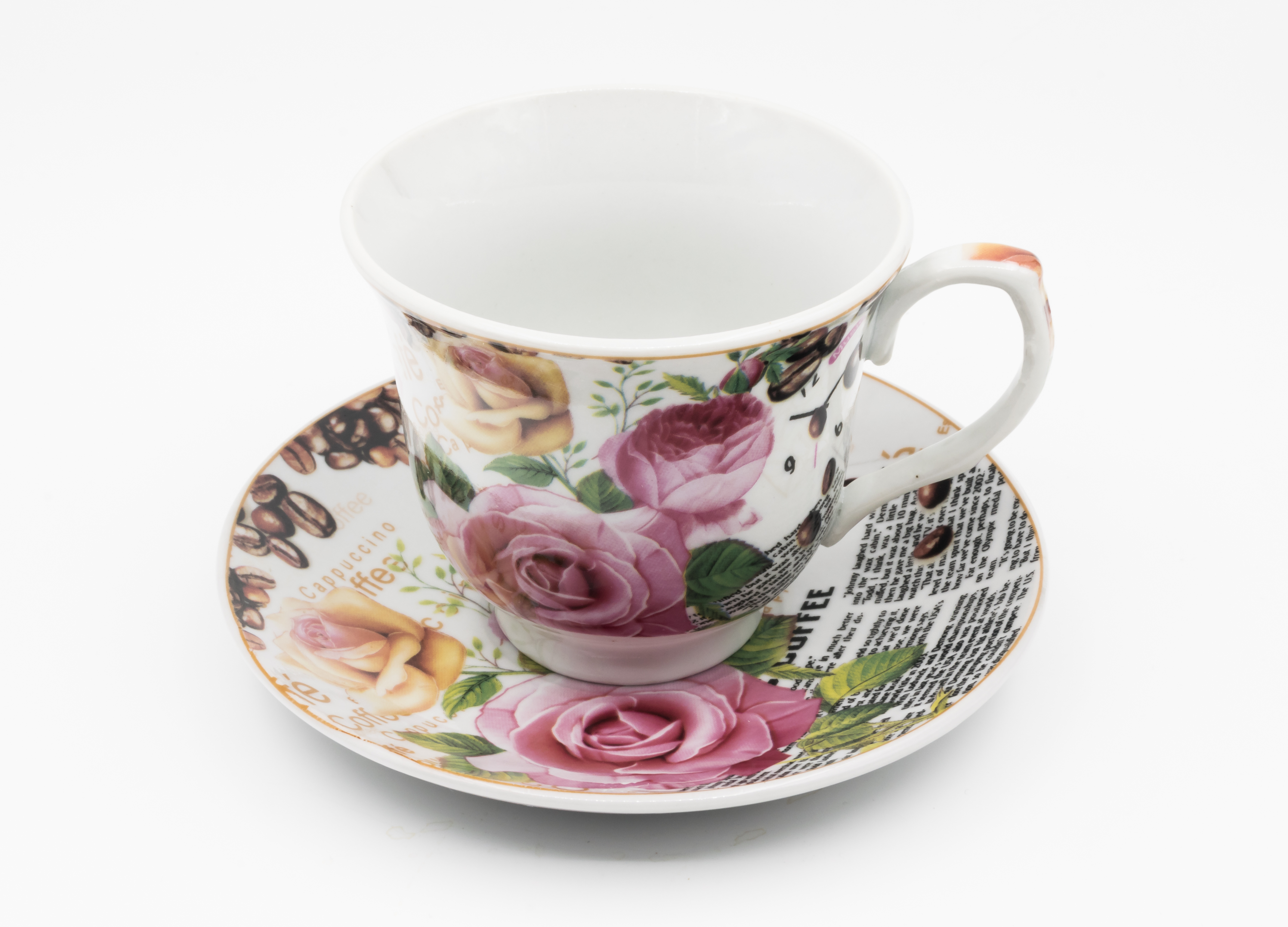
ポーセリンアート（ポーセラーツ）等の陶器への絵付け工程で使用